# Западна вриштећа сова
Западна вриштећа сова (лат. Megascops kennicottii) мала је врста сове из породице правих сова. Живи на подручју Централне и Јужне Америке, а близак је рођак европском роду Otus и северноамеричкој источној вриштећој сови. Научно име добила је по америчком природњаку Роберту Кеникоту.

## Опис
Ова сова у просеку је висока 22 центиметра, има распон крила од око 55 центиметара, а тежина јој варира између 88 и 220 грама, односно у просеку износи 143 грама. Женка је обично већа од мужјака, а такође су јединке из северних популација претежно веће од јединки јужних популација.
Постоји неколико различитих подврста: браон пацифичка, сива пацифичка, велика равничарска, мохавска и мексичка. Све подврсте имају браон или тамно сиво перје са шарама на доњем делу тела. Не постоји црвена подврста.
Западна вриштећа сова има округлу главу са ушним праменовима, жутим очима и жућкастим кљуном. По изгледу је веома слична источној вриштећој сови, па је једини начин да се уочи разлика између ове две врсте заправо њихово дозивање. Раније су ове две врсте сматране једном врстом, односно сматрало се да постоји само источна вриштећа сова, али је касније на основу различитих дозивања издвојена западна вриштећа сова као засебна врста.

## Систематика

### Подврсте
Тренутно је дефинисано 9 подврста западне вриштеће сове:
- (Brewster, 1891)
- (Brewster, 1882)
- (Huey, 1926)
- (Elliot, 1867)
- Brewster, 1891
- (R. T. Moore, 1941)
- Brewster, 1888
- Brewster, 1902
- (A. H. Miller & L. Miller, 1951)

## Распрострањеност и станиште
Западна вриштећа сова насељава подручја Канаде, Сједињених Држава, Мексика, Гватемале, Салвадора, Хондураса, Костарике и Никарагве. Живи у суптропским и тропским шумама, пустињама, руралним пољима, па чак и у градским парковима и баштама.
Птица је станарица Северне и Централне Америке и гнезди се на отвореним пољима или на ивицама шума. Обично за своје гнездо бира шупљине у дрвећу или кактусима које су направљене од стране детлића или неке друге животиње.
- Западна вриштећа сова одмара у шупљини дрвета, Сијера Виста, Аризона
- Истакнуте очи током ноћи, Ситка, Аљаска

## Исхрана
Ова птица је предатор и чека на грани или неком другом узвишењу, па када уочи плен она се стропошта на њега, мада се неретно дешава да лови инсекте у лету. Активна је углавном у зору, ноћу или близу сумрака, користећи своје изузетно чуло слуха и ноћни вид како би лоцирала плен. Њена исхрана састоји се углавном од малих сисара попут мишева или пацова, али и птица и великих инсеката; међутим, није много избирљива када је у питању плен, тако да може чак да лови и малу пастрмку ноћу. Камере постављене на стаништима на којима живи ова сова забележиле су да је западна вриштећа сова покупила опосума убијеног на путу. Такође је познато да повремено лови и дивље патке и зечеве.

## Вокализација
Примарни дозив западне вриштеће сове је убрзана серија кратких звиждука са растућим темпом или кратак, а потом дуг ћурлик чија висина пада на при крају. Друга дозивања укључују лајање и „церекање”, слично источној вриштећој сови. Такође испушта и високи писак.

## Понашање
- Јединка у заточеништву у Пустињском музеју
- Шупљина у којој се гнезди
- На грани